# Wilfred Thesiger
Sir Wilfred Patrick Thesiger KBE DSO FRSL FRGS (3 iunie 1910, Addis Abeba, Etiopia – 24 august 2003, Londra, Regatul Unit al Marii Britanii și al Irlandei de Nord),  supranumit Mubarak bin London (în arabă: „Cel binecuvântat din Londra”), a fost un explorator englez și scriitor de călătorii.
Wilfred Thesiger este cunoscut mai ales datorită cărților sale de călătorie Arabian Sands (în română: „Nisipurile arabe”) (1959); a călătorit mii de kilometri pe jos și pe cămilă traversând Sfertul Pustiu (Rub al-Chali) al Arabiei între 1945 și 1950 și a descris stilul de viață al locuitorilor beduinii; a scris și Marsh Arabi (în română: „Arabii din mlaștini”) (1964), în care descrie mlaștinile din Irak și zilele petrecute alături de arabii din mlaștini (marsh Arabi). El și-a donat colecția de 38.000 de fotografii de călătorie Muzeului Pitt Rivers din Oxford.

## Biografie
Wilfred Thesiger s-a născut la Addis Abeba în Etiopia, într-un tukul (colibă etiopiană cu acoperiș de paie), în legația britanică din Addis Abeba, capitala Etiopiei, unde tatăl său reprezenta Regatul Unit pe lângă curtea regelui Menelik al II-lea.
Bunicul sau a fost lordul Frederic Chelmsford. Vicontele Frederic Chelmsford, viitorul vicerege al Indiei, era unul din unchii săi, iar actorul Ernest Thesiger era unul din verii săi.
Din copilărie, Wilfred Thesiger era pasionat de triburile nomade și îndeosebi de cele din Abisinia. După studii la Eton și la Oxford, a revenit, la vârsta de 24 de ani, în Etiopia, fiind invitat la încoronarea noului împărat Haile Selassie, și a plecat într-o expediție pentru a descoperi Deșertul Danakil, locuit de afari, un popor nomad cu obiceiuri crude. Misiunea sa era să-i facă releveul geografic.
La întoarcere, a fost numit administrator colonial la Darfur, o regiune din vestul Sudanului anglo-egiptean, la nord de Etiopia. În acest vast teritoriu, a putut să-și manifest liber pasiunile, vânătoarea de lei, ceea ce-l face foarte popular în rândul populațiilor districtului său.
La începutul celui de al Doilea Război Mondial, a fost desemnat să ia parte, sub comanda generalului Wingate, la cucerirea Etiopiei, apoi s-a alăturat, în Cirenaica Special Air Service pentru a-i combate pe germani.
În timpul celui de-al Doilea Război Mondial, a fost membru al Force Gideon în Sudan și în Etiopia.
După război, Wilfred Thesiger și-a dat seama că lumea barbară și splendidă a nomazilor, pe care o admira atât de mult, va dispărea, și a hotărât să-și consacre întrega viață pentru a salva memoria lor de la uitare. Timp de cinci ani, el a parcurs mii de kilometri, pe jos sau călare pe cămilă, deșertul din sudul Peninsulei Arabice, în compania unor beduini și va raporta această experiență în prima sa carte, Arabian Sands (în română: „Nisipurile arabe”).
A plecat apoi în Irak pentru a descoperi modul de viață străvechi al arabilor din mlaștini, triburi care trăiesc în sudul țării, în imensele mlaștini dintre Tigru și Eufrat. Paralel, a efectuat mai multe călătorii în munții Asiei Centrale, unde a profitat să vâneze urși și mufloni. A străbătut în lung și în lat regiuni pe atunci necunoscute cum sunt Kurdistanul, Chitralul, Hazaradjatul și Nuristanul, cunoscute astăzi sub termenul de „zone tribale” din Pakistan.
Wilfred Thesiger se interesa mai puțin de peisaje, cât de triburile care și-au păstrat obiceiurile și practicile originale. Nici etnolog, nici sociolog profesionist, el se mulțumea adesea doar să observe și să raporteze, dar mai ales să savureze plăcerea de a fi unul dintre primii și poate ultimii care au  de-a lungul unui univers milenar, dar pe care îl știe amenințat. Și-a însoțit scrierile cu numeroase hărți și numeroase fotografii alb-negru, care constituie tot atâtea mărturii unice și excepționale, așa cum sunt călătorii kirghizi călare pe iaci, sătenii din Nuristan sau păstorii tadjici pe cărările din Asia Centrală.